# アマゾネス (映画)
『アマゾネス』（伊: Le guerriere dal seno nudo, 英: The Amazones）は、1973年に製作されたイタリア・フランス・スペインの映画。テレンス・ヤング監督作品。

## ストーリー
最強の女武族アマゾネス。その次期女王の座についたのは、武族最強の女戦士アンティオペ（アレナ・ジョンストン）。アンティオペは、幼馴染でありライバルでもあるオレイティア（サヴィーヌ・サン）をレスリングで倒し、女王の座についた。 負けたオレイティアは、悔しさのあまりアンティオペに復讐を誓う。
そしてアンティオペは女王の跡取りを作るための武族の行事として、ギリシャ軍の男兵士から子種を貰らいに仲間と彼らのテントを訪れる。女と男、カップル同士が次々と子作り行為に及ぶ中、アンティオペは、テセウス王（アンジェロ・インファンティ）と結ばれる。やがて、2人の間に子作りの義務ではない本当の愛の炎が燃え上がり、2人は互いの体を激しく求めあう。
そんなある日の夜、復讐に燃えるオレイティアは、アンティオペ暗殺を計画、彼女の寝室を襲うが、激しくもみあう内に、気付けば2人は唇を重ね、禁断の愛の炎に互いの美しき女体を授けていった。
一方、アンティオペを愛するテセウス王は「一緒にギリシャに来てくれないか」と彼女に求婚。アンティオペも彼を愛する思いは同じ、しかし女王は結婚できない。ならば！とテセウスは半ば強引に彼女を連れ去る。残されたオレイティアら武族は「女王が奪われた！」と激怒、ギリシャ軍に対し宣戦を布告する。が、戦力豊富なギリシャ軍の前に、女戦士は次々と倒れていく・・・。

## キャスト
| 役名               | 俳優                       | 日本語吹替                        | 日本語吹替 |
| 役名               | 俳優                       | 日本テレビ版                      | テレビ朝日版                                                                                                  |
| ------------------ | -------------------------- | --------------------------------- | --- |
| アンティオペ       | アレナ・ジョンストン       | 此島愛子                          | 武藤礼子 |
| オレイティア       | サヴィーヌ・サン           | 翠準子                            | 来宮良子 |
| テセウス           | アンジェロ・インファンティ |                                   | 内海賢二 |
| フェイドラ         | ルチアナ・パルッツィ       |                                   | |
| ハイ・プリーステス | ヘルガ・リーネ             |                                   | |
| メラニーベ         | レベッカ・ポトック         |                                   | 弥永和子 |
| ルーセラ           | マリサ・ロンゴ             |                                   | |
| モルパディア       | ゴデラ・マイヤ             |                                   | 高橋ひろ子 |
| マルペッサ         | ベロニク・フロレット       |                                   | 小宮和枝 |
| メリア             | アンナ・ペトッチ           |                                   | 麻上洋子 |
| アラナ             | ルーシー・チラー           |                                   | 秋元千賀子 |
| 将軍               | ファウスト・トッツィ       |                                   | 及川ヒロオ |
| 隊長               | ベニート・ステファネリィ   |                                   | 寺島幹夫 |
|                    | シャルル・スパーク         |                                   | |
| 不明 その他        |                            |                                   | 原えおり 戸部光代 仁岸映子 有馬瑞香 芝田清子 遠藤真理子 渡辺典子 火野カチ子 浅井淑子 藤本譲 野島昭生 横沢啓子 |
|                    |                            |                                   | |
| 演出               | 演出                       |                                   | 高桑慎一郎 |
| 翻訳               | 翻訳                       |                                   | 宇津木道子 |
| 効果               | 効果                       |                                   | 大野義信 |
| 調整               | 調整                       |                                   | 山田太平 |
| 制作               | 制作                       |                                   | ザック・プロモーション                                                                                        |
| 解説               | 解説                       |                                   | 淀川長治 |
| 初回放送           | 初回放送                   | 1976年4月7日 『水曜ロードショー』 | 1979年1月7日 『日曜洋画劇場』                                                                                 |

## スタッフ
- 監督：テレンス・ヤング
- 脚本：ディーノ・マイウーリ、マッシモ・デ・リタ、セルジュ・ド・ラ・ロッシュ
- 原作：リチャード・オーブレイ、ロバート・グレイブス
- 製作：テレンス・ヤング
- 撮影：アルド・トンティ
- 音楽：リズ・オルトラーニ
- 字幕監修：清水俊二

### 日本語版
- 演出：高桑慎一郎
- 翻訳：宇津木道子
- 効果：大野義信、東上別府精
- 調整：山田太平
- 制作：ザック・プロモーション